# Myrcia morroqueimadensis
Myrcia morroqueimadensis é uma espécie de planta do gênero Myrcia e da família Myrtaceae. 

## Taxonomia
A espécie foi descrita em 1893 por Hjalmar Kiærskou. 

## Forma de vida
É uma espécie terrícola e arbórea. 

## Descrição
| Caule                                   | Caule                        |
| --------------------------------------- | ---------------------------- |
| crescimento                             | monopodial                   |
| tipo de tricoma                         | ausente                      |
| Folha                                   |                              |
| nervura-central adaxial                 | completamente canelado       |
| formato da folha                        | elíptica                     |
| indumento abaxial da folha              | glabro                       |
| bráctea ou catafilo subtendida folha nó | ausente                      |
| Inflorescência                          |                              |
| inflorescência râmulo formato           | comprimida                   |
| bractéola subtendida flor               | caduca                       |
| inflorescência caule por axilar broto   | 1                            |
| posição da inflorescência               | axilar                       |
| formato                                 | piramidal oposta             |
| Flor                                    |                              |
| teca da antera                          | igual                        |
| tricoma no disco floral                 | estaminal anel/anéis somente |
| formato do hipanto                      | obcônico                     |
| indumento do hipanto                    | puberulento/seríceo          |
| fusão da sépala                         | completamente livre          |
| número de lóculos                       | 2                            |
| abertura do cálice                      | não rasgando                 |
| Fruto                                   |                              |
| lobo do cálice em fruto                 | acrescente                   |
| formato do fruto                        | globoso                      |

## Distribuição
A espécie é encontrada nos estados brasileiros de Espírito Santo e Rio de Janeiro. 
Em termos ecológicos, é encontrada no domínio fitogeográfico de Mata Atlântica, em regiões com vegetação de floresta ombrófila pluvial.